# Olympische Sommerspiele 2012/Segeln – Finn Dinghy
Der Segelwettbewerb im Finn Dinghy (im englischen erstmals als one person heavyweight dinghy) bei den Olympischen Sommerspielen 2012 in London wurde vom 29. Juli bis zum 5. August in der Weymouth and Portland National Sailing Academy ausgetragen. 24 Athleten nahmen an teil.
Der Wettbewerb wurde in elf Regatten (Fleet Race) durchgeführt. Die ersten zehn Rennen wurden von allen Startern absolviert. Dabei wurden Punkte für die Platzziffer vergeben. In der Endabrechnung wurde die schlechteste Platzierung gestrichen. Die zehn Segler mit der niedrigsten Punktzahl waren für das Medaillenrennen qualifiziert. Die bisherigen Punkte wurden übernommen, die Platzierungspunkte für das Medaillenrennen jedoch verdoppelt.
Für Fehlstarts (OCS = on course side) sowie Rennabbruchs (DNF) erhielt der betreffende Segler 25 Punkte. Auch bei Disqualifikationen (DSQ) bekam der Starter 25 Punkte. Zudem konnte die Jury auch während des Rennens Strafpunkte (DPI = Discretionary Penalty Imposed) verteilen.

## Titelverteidiger
| Olympiasieger | Ben Ainslie ( Vereinigtes Königreich) | 23 Punkte | Peking 2008 |

## Regatta
Rennen 1 und 2: 29. Juli 2012

Rennen 3 und 4: 30. Juli 2012

Rennen 5 und 6: 31. Juli 2012

Rennen 7 und 8: 2. August 2012

Rennen 9 und 10: 3. August 2012

Der Ukrainer Borysov erhielt eine Punktgutschrift im zweiten Rennen.
| Platz | Name                   | Nation                 | 1. Rennen | 2. Rennen | 3. Rennen | 4. Rennen | 5. Rennen | 6. Rennen | 7. Rennen | 8. Rennen | 9. Rennen | 10. Rennen | Punkte |
| ----- | ---------------------- | ---------------------- | --------- | --------- | --------- | --------- | --------- | --------- | --------- | --------- | --------- | ---------- | ------ |
| 0 1   | Jonas Høgh-Christensen | Dänemark               | 1         | 1         | 2         | 7         | 1         | 2         | 8         | 4         | 5         | 3          | 26     |
| 0 2   | Ben Ainslie            | Vereinigtes Königreich | 2         | 2         | 6         | 12        | 4         | 3         | 1         | 3         | 6         | 1          | 28     |
| 0 3   | Pieter-Jan Postma      | Niederlande            | 5         | 10        | 3         | 4         | 20        | 13        | 2         | 2         | 1         | 2          | 42     |
| 0 4   | Jonathan Lobert        | Frankreich             | 9         | 4         | 4         | 2         | 6         | 7         | 5         | 10        | 3         | 7          | 47     |
| 0 4   | Ivan Kljaković Gašpić  | Kroatien               | 3         | 3         | 7         | 9         | 5         | 6         | 3         | 7         | 4         | 10         | 47     |
| 0 6   | Vasilij Žbogar         | Slowenien              | 8         | 6         | 5         | 3         | 8         | 5         | 9         | 6         | 2         | 6          | 49     |
| 0 7   | Tapio Nirkko           | Finnland               | 11        | 13        | 8         | 5         | 3         | 12        | 4         | 5         | 15        | 17         | 76     |
| 0 8   | Daniel Birgmark        | Schweden               | 17        | 5         | 14        | 1         | 9         | 9         | 10        | 12        | 10        | 8          | 78     |
| 0 9   | Dan Slater             | Neuseeland             | 7         | 11        | 1         | 6         | 17        | 11        | 6         | 15        | 8         | 14         | 79     |
| 10    | Rafael Trujillo        | Spanien                | 12        | 12        | 12        | 23        | 7         | 4         | 15        | 1         | 13        | 4          | 80     |
| 11    | Deniss Karpak          | Estland                | 14        | 9         | 11        | 11        | 11        | 1         | 7         | 13        | 11        | 11         | 85     |
| 12    | Zach Railey            | Vereinigte Staaten     | 10        | 15        | 13        | 17        | 2         | 8         | 12        | 8         | 12        | 19         | 97     |
| 13    | Brendan Casey          | Australien             | 25 DNF    | 7         | 16 DPI    | 15        | 10        | 17        | 19        | 9         | 9         | 5          | 106    |
| 14    | Ioannis Mitakis        | Griechenland           | 4         | 21        | 10        | 8         | 25 OCS    | 10        | 20        | 19        | 7         | 9          | 108    |
| 15    | Greg Douglas           | Kanada                 | 16        | 23        | 16        | 13        | 12        | 18        | 13        | 17        | 20        | 12         | 137    |
| 16    | Piotr Kula             | Polen                  | 25 DSQ    | 16        | 17        | 16        | 13        | 20        | 25 OCS    | 11        | 14        | 16         | 148    |
| 17    | Eduard Skornjakow      | Russland               | 13        | 8         | 22        | 14        | 19        | 22        | 16        | 16        | 22        | 22         | 153    |
| 18    | Alican Kaynar          | Türkei                 | 18        | 14        | 18        | 18        | 25 DNF    | 14        | 11        | 22        | 16        | 20         | 154    |
| 19    | Oleksij Boryssow       | Ukraine                | 21        | 18,6      | 19        | 19        | 15        | 19        | 23        | 14        | 17        | 18         | 160,6  |
| 20    | Jorge Zarif            | Brasilien              | 15        | 20        | 15        | 20        | 16        | 24        | 14        | 21        | 19        | 21         | 161    |
| 21    | Michal Maier           | Tschechien             | 19        | 18        | 21        | 10        | 18        | 23        | 18        | 20        | 23        | 15         | 162    |
| 22    | Filippo Baldassari     | Italien                | 20        | 22        | 24        | 21        | 14        | 21        | 17        | 18        | 18        | 13         | 164    |
| 23    | Florian Raudaschl      | Österreich             | 6         | 19        | 23        | 24        | 25 OCS    | 15        | 21        | 24        | 24        | 23         | 179    |
| 24    | Gong Lei               | Volksrepublik China    | 25 OCS    | 17        | 20        | 22        | 25 OCS    | 16        | 23        | 23        | 21        | 24         | 190    |

Anmerkung: Die Streichresultate sind kursiv gesetzt. Die für das Medaillenrennen qualifizierten Segler sind hellgrün unterlegt.

### Medaillenrennen
5. August 2012, 15:00 Uhr MESZ
| Platz | Name                   | Nation                 | Punkte |
| ----- | ---------------------- | ---------------------- | ------ |
| 0 1   | Jonathan Lobert        | Frankreich             | 2      |
| 0 2   | Dan Slater             | Neuseeland             | 4      |
| 0 3   | Rafael Trujillo        | Spanien                | 6      |
| 0 4   | Ivan Kljaković Gašpić  | Kroatien               | 8      |
| 0 5   | Pieter-Jan Postma      | Niederlande            | 10     |
| 0 6   | Daniel Birgmark        | Schweden               | 12     |
| 0 7   | Vasilij Žbogar         | Slowenien              | 14     |
| 0 8   | Tapio Nirkko           | Finnland               | 16     |
| 0 9   | Ben Ainslie            | Vereinigtes Königreich | 18     |
| 10    | Jonas Høgh-Christensen | Dänemark               | 20     |

## Endstand

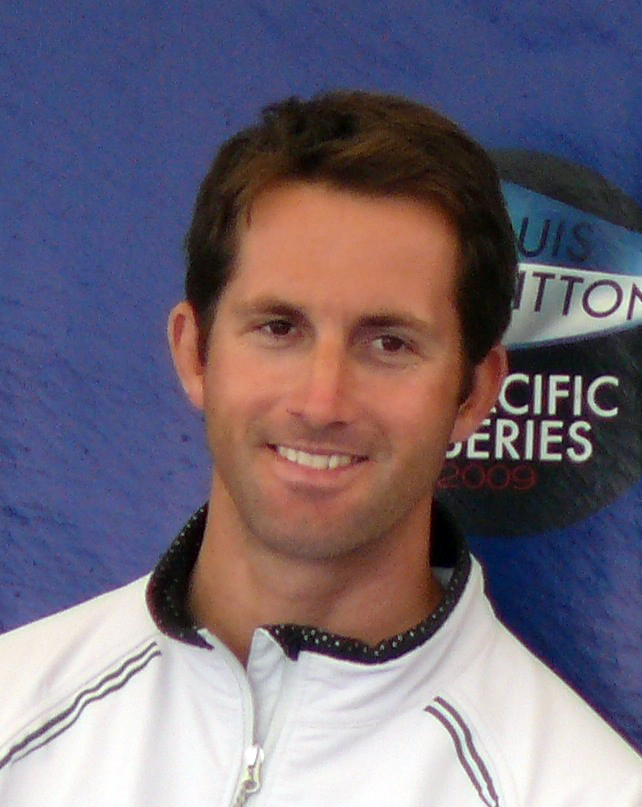
Olympiasieger Ben Ainslie (GBR)

Ben Ainslie stellte mit seinem Sieg den Rekord des Dänen Paul Elvstrøm ein, der vier Mal in Folge Olympiasieger wurde (1948–1960).

Ainslie gewann ebenfalls vier Mal in Folge (2000–2012), 1996 gewann er zudem noch Silber. Mit dieser fünften Medaille insgesamt zog er mit den beiden Brasilianern Robert Scheidt und Torben Grael gleich.
| Platz | Name                   | Nation                 | Punkte | Anmerkung                                                     |
| ----- | ---------------------- | ---------------------- | ------ | ------------------------------------------------------------- |
| 0 1   | Ben Ainslie            | Vereinigtes Königreich | 46     | Entscheidung durch die bessere Platzierung im Medaillenrennen |
| 0 2   | Jonas Høgh-Christensen | Dänemark               | 46     |                                                               |
| 0 3   | Jonathan Lobert        | Frankreich             | 49     |                                                               |
| 0 4   | Pieter-Jan Postma      | Niederlande            | 52     |                                                               |
| 0 5   | Ivan Kljaković Gašpić  | Kroatien               | 55     |                                                               |
| 0 6   | Vasilij Žbogar         | Slowenien              | 63     |                                                               |
| 0 7   | Dan Slater             | Finnland               | 83     |                                                               |
| 0 8   | Rafael Trujillo        | Spanien                | 86     |                                                               |
| 0 9   | Daniel Birgmark        | Schweden               | 90     |                                                               |
| 10    | Tapio Nirkko           | Finnland               | 92     |                                                               |